# Vasco Bergamaschi
Vasco Bergamaschi (ur. 29 września 1909 w San Giacomo delle Segnate; zm. 24 września 1979 w Bergamo) – włoski kolarz szosowy startujący wśród zawodowców w latach 1932–1943. Zwycięzca Giro d’Italia w 1935.

## Najważniejsze zwycięstwa
- 1930 – Tour de Hongrie
- 1935 – dwa etapy i klasyfikacja generalna Giro d’Italia, Giro del Veneto, etap w Tour de France
- 1939 – etap w Giro d’Italia